# Дмитро Запорожець
Дмитро Запорожець — розробник і співзасновник GitLab, входить в топ 30 найбагатших українців.

## Життєпис

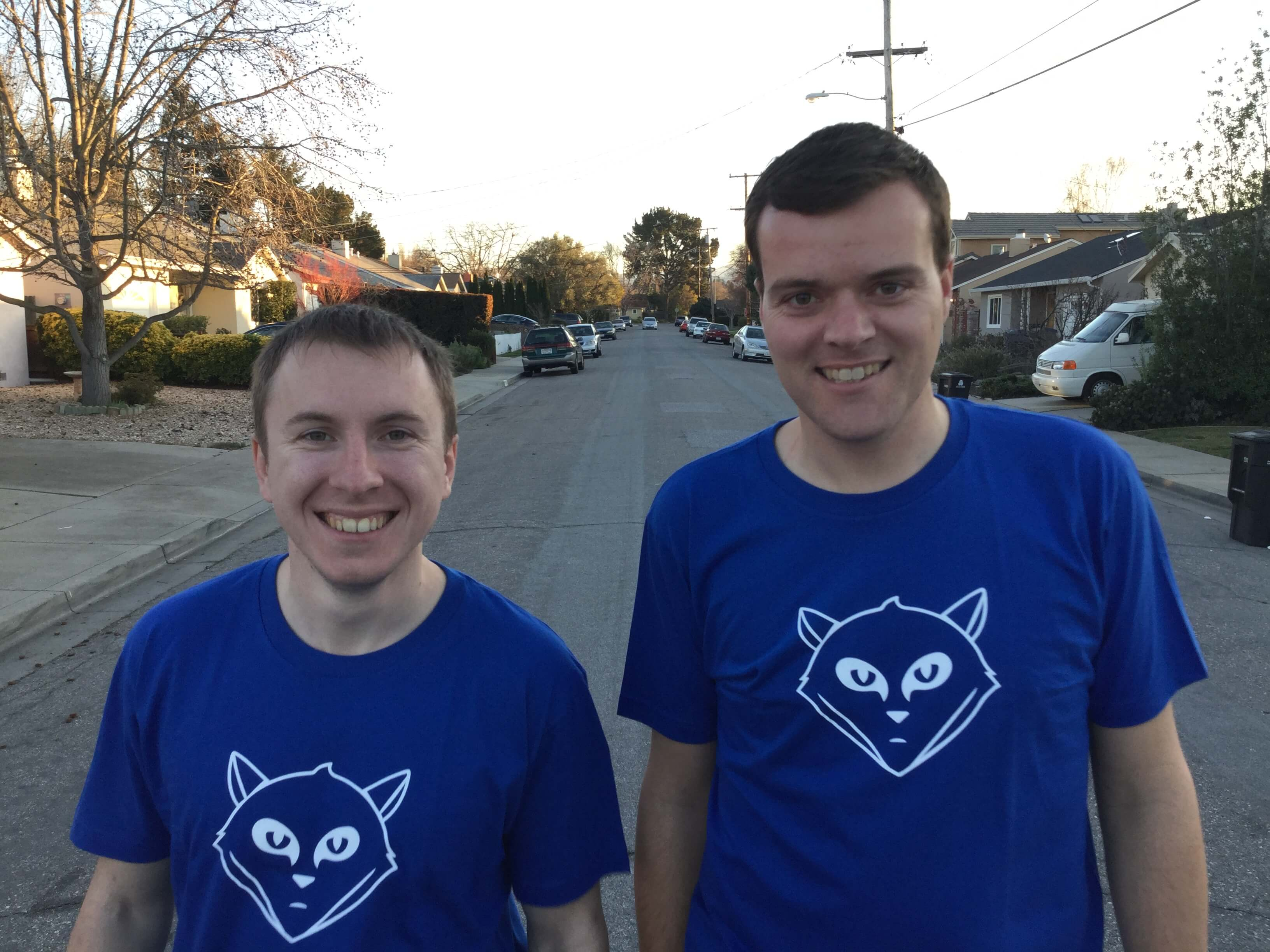
Засновники ГітЛаб Дмитро Запорожець (зліва) та Сід Сібранджи

Народився у 1989 р. Мешкає у Харкові. Навчався в Харківському національному автодорожньому університеті та вивчав комп'ютерну діагностику автотранспорту.
У 2011 році Дмитро написав першу систему для управління програмним кодом, бо просто хотів спростити свою роботу в харківській аутсорсинговій компанії.
У 2017 потрапив у список Форбс 30 Under 30 — Enterprise Technology.

## GitLab
GitLab був заснований у 2011 році Дмитром Запорожцем, у 2013 році до нього приєднався підприємець з Нідерландів Сід Сібранджи. Перші інвестиції у розмірі $1,5 млн стартап залучив у 2015 році.
У 2019 році кількість співробітників перевищила 1000 осіб і понад 2000 приєдналися до відкритого коду. Систему використовують понад 100 000 організацій, включаючи IBM, китайського гіганта е-комерції Alibaba, японську Sony, NASA, CERN, Invincea, видавництво O'Reilly, Обчислювальний центр Лейбніца (LRZ) і фонд GNOME.